# Area naturale marina protetta Secche di Tor Paterno
L'area naturale marina protetta Secche di Tor Paterno è un'area marina protetta istituita nel dicembre 2000 dal Ministero dell'ambiente ed affidata in gestione all'Ente regionale Roma Natura, amministrativamente fecente parte del comiune di Roma.

## Territorio
Si trova a circa 5 NM al largo del litorale romano, ed è un rettangolo di 3 km × 4 km che non include alcun tratto emerso di costa. È l'unica area marina protetta italiana con tale caratteristica. 
I fondali dell'Area marina protetta sono compresi tra −18 m e −75 m di profondità. Tali fondali comprendono un rilievo roccioso che si innalza dal circostante fondale sabbioso, costituendo così una vera e propria "oasi" in grado di attirare moltissime specie ittiche.
Sono vietate nell'area protetta la pesca con sistemi ad alto impatto ambientale, la caccia subacquea e la navigazione non autorizzata. Sono invece consentite, ma regolamentate dall'Ente gestore, le attività subacquee e la pesca sportiva.

## Strutture ricettive
Nel dicembre del 2011 è stata inaugurata ad Ostia la sede e centro visite della riserva, denominata la "Casa del Mare".